# Yuta Tabuse
Yuta Tabuse (田臥 勇太, Tabuse Yūta, né le 5 octobre 1980 à Yokohama) est un joueur professionnel japonais de basket-ball. Évoluant au poste de meneur de jeu, Tabuse mesure 1,75 m et pèse 75 kg. Tabuse est le premier joueur japonais à avoir évolué en National Basketball Association, disputant quatre rencontres avec les Phoenix Suns lors de la saison 2004-2005 avant qu'il ne soit évincé.
Tabuse est populaire au Japon depuis qu'il joue au lycée, quand il mène son école à trois titres de champion national consécutifs.
Michael Cooper, ancien joueur NBA et l'entraîneur de Tabuse avec les Albuquerque Thunderbirds, dit de lui, « Il change une rencontre grâce à sa vitesse et sa gestion du ballon. Il est le joueur avec les meilleurs fondamentaux que j'ai vu depuis longtemps »,.

## Carrière

### Débuts
Tabuse, qui a grandi dans ce qu'il nomme lui-même "une famille sportive", commence à jouer au basket-ball à l'âge de neuf ans, parce qu'il n'est pas doué pour le baseball et pas intéressé par le football. Il rejoint le lycée Noshiro Technical (能代工業高校, Noshiro Kōgyō Kōkō) à Préfecture d'Akita, où il mène l'équipe au titre national les trois ans où il évolue et ne perd pas une seule rencontre.
Après avoir obtenu son diplôme en 1998, Tabuse choisit d'intégrer l'Université Brigham Young pour son programme de langues. Il ne peut jouer durant ses deux premières années à BYUH et joue une seule saison avant de devenir professionnel. Il inscrit 7,6 points en moyenne et devient meilleur passeur de la Pacific West Conference avec 6,6 passes décisives.
Il rejoint ensuite les Toyota Alvark, avec qui il remporte le titre de Rookie of the Year de la Japan Basketball League lors de la saison 2002-2003.

### NBA
Après avoir quitté les Toyota Alvark en 2003, Tabuse devient le premier Japonais à jouer la Summer League de NBA, évoluant sous les couleurs des Dallas Mavericks. Cet essai attire les projecteurs sur lui au Japon.
Cette année-là, Tabuse rejoint le camp d'entraînement des Denver Nuggets, mais il est écarté avant le début de la saison régulière.
Il passe la saison 2003-2004 avec l'équipe championne de l'American Basketball Association des Long Beach Jam, avec des moyennes de 5,3 points, 2,4 rebonds, 6,3 passes décisives en 18 matches.
Lors de la saison 2004-2005, Tabuse participe au camp d'entraînement des Phoenix Suns et intègre l'effectif. Il marque sept points pour son premier match NBA face aux Atlanta Hawks le 3 novembre 2004. Cependant, il est écarté par les Suns le 16 décembre 2004. Il rejoint les Jams pour le reste de la saison.
Lors de la saison 2005-2006, il signe avec les Los Angeles Clippers, mais est évincé avant le début de la saison régulière.
En novembre 2007, Tabuse est "coupé" (contrat rompu) par les Bakersfield Jam avant le début de la saison 2007-08.
Tabuse rejoint l'équipe du Link Tochigi Brex en JB League.